# Julius Wagner
Philip Julius Sigfrid Wagner, född 31 juli 1860 i Jakob och Johannes församling, Stockholm, död 22 mars 1916 i Kungsholms församling, Stockholm
, var en svensk dekorationsmålare.
Han var son till målarmästaren Sigfrid Wagner och Alma Salomonsson samt bror till Christian och Erik Wagner.
Wagner deltog 1887 i tävlingen om ornamental utsmyckning för Nationalmuseums trapphall där hans förslag tilldelades tredje pris. Som konstnär medverkade han i Svenska slöjdföreningens utställningar i Stockholm. Han anställdes vid Stockholms slott 1883 där han utförde dekorativa målningar och förgyllningsarbeten.Han målade dessutom fyra nya dörröverstycken efter förebilder av Taravals dekorationsmålningar i Lilla galleriet.